# Hans Joachim von Bassewitz
Hans Joachim Theodor von Bassewitz, auch Hans-Joachim von Bassewitz, (* 11. September 1898 in Schwerin; † 1. März 1979 in Heinersreuth) war ein deutscher Attaché, Dolmetscher und Orientalist.

## Leben
Er stammte aus dem alten mecklenburgischen Adelsgeschlecht Bassewitz und war der Sohn des Oberforstmeisters Hans August von Bassewitz und dessen Ehefrau Luise geborene Both. Seine Eltern wohnten in Schwerin im Jungfernring 36. Sein Vater starb 1924.
Nach dem Besuch des Gymnasiums in Schwerin, trat er 1911 in die Königlich-preußische Kadettenkompanie in der Haupt-Kadettenanstalt Berlin-Lichterfelde ein, in der er im Jahre 1914 zum Fähnrich ernannt wurde. Als solcher nahm er am Ersten Weltkrieg teil. Danach studierte Hans-Joachim von Bassewitz Rechtswissenschaften, Nationalökonomie, Geschichte und Orientalische Sprachen, zunächst ab dem Wintersemester 1918/19 an der Universität Rostock, später dann an der Universität Berlin. 1920 legte er das Diplom-Dolmetscher-Examen für Türkisch und Persisch ab. Daraufhin wurde er 1922 Sekretär und Dolmetscher der Königlich Afghanischen Gesandtschaft in Rom, 1923 wechselte er in dieser Eigenschaft nach Moskau. 1923 erfolgte seine Ernennung zum Attaché. Als solcher war er ab 1925 in der Deutschen Botschaft in Istanbul tätig. Im August 1925 führte er in Dschidda Gespräche mit König Ali. Im darauffolgenden Jahr wurde Hans-Joachim von Bassewitz Redakteur am "B. L. A."
1962 stellte er das Manuskript Beiträge zur Familiengeschichte der adligen und gräflichen Familie von Bassewitz in Bad Godesberg fertig, das ungedruckt blieb.
Er war Mitglied der Deutschen Morgenländischen Gesellschaft.